# Lista de municípios de Mato Grosso do Sul por IDH-M

Mapa do IDH nos municípios de Mato Grosso do Sul.Legenda:
Muito alto (nenhum município)
Alto (27 municípios)
Médio (47 municípios)
Baixo (4 municípios)
Muito baixo (nenhum município)
Sem dados (1 município)

Esta é uma lista de municípios do estado de Mato Grosso do Sul por Índice de Desenvolvimento Humano (IDH), segundo dados do Programa da Nações Unidas para o Desenvolvimento (PNUD) datados do ano 2010. De acordo com os dados de 2010, o município com o maior Índice de Desenvolvimento Humano no estado de Mato Grosso do Sul era Campo Grande, com um índice de 0,784 (considerado alto), e o município com o menor índice foi Japorã, com um índice de 0,526 (considerado baixo). Apenas o município de Paraíso das Águas não registrou dados. De todos os municípios do estado, nenhum município registrou um IDH muito alto, enquanto 27 apresentaram um IDH alto, 47 IDH médio, 4 municípios IDH baixo, e nenhum município IDH muito baixo.
O cálculo do índice é composto a partir de dados de expectativa de vida ao nascer (IDH-L), educação (IDH-E), e PIB em Paridade do Poder de Compra per capita (IDH-R) recolhidos em nível nacional ou regional, e possui o objetivo de medir o padrão de vida. O índice foi desenvolvido em 1990 pelos economistas Amartya Sen e Mahbub ul Haq, e vem sendo usado desde 1993 pelo Programa das Nações Unidas para o Desenvolvimento (PNUD).
O Índice de Desenvolvimento Humano varia de 0 até 1, e nesta lista é dividido em cinco categorias: IDH muito alto (0,800 – 1,000), IDH alto (0,700 – 0,799), IDH médio (0,600  0,699), IDH baixo (0,500 – 0,599) e IDH muito baixo (0,000 – 0,499).

## Lista
| Posição           | Município                | Dados de 2010    | Dados de 2010    | Dados de 2010    | Dados de 2010    |
| Posição           | Município                | IDH municipal    | IDH renda        | IDH longevidade  | IDH educação     |
| IDH-M muito alto  | IDH-M muito alto         | IDH-M muito alto | IDH-M muito alto | IDH-M muito alto | IDH-M muito alto |
| ----------------- | ------------------------ | ---------------- | ---------------- | ---------------- | ---------------- |
| nenhum município  |                          |                  |                  |                  |                  |
| IDH-M alto        |                          |                  |                  |                  |                  |
| 1                 | Campo Grande             | 0,784            | 0,790            | 0,844            | 0,724            |
| 2                 | Chapadão do Sul          | 0,754            | 0,758            | 0,850            | 0,665            |
| 3                 | Dourados                 | 0,747            | 0,753            | 0,843            | 0,657            |
| 4                 | Três Lagoas              | 0,744            | 0,752            | 0,849            | 0,645            |
| 5                 | Maracaju                 | 0,736            | 0,744            | 0,873            | 0,613            |
| 6                 | São Gabriel do Oeste     | 0,729            | 0,751            | 0,850            | 0,608            |
| 7                 | Cassilândia              | 0,727            | 0,756            | 0,811            | 0,627            |
| 8                 | Paranaíba                | 0,721            | 0,727            | 0,823            | 0,627            |
| 9                 | Nova Andradina           | 0,721            | 0,716            | 0,850            | 0,616            |
| 10                | Glória de Dourados       | 0,721            | 0,705            | 0,822            | 0,648            |
| 11                | Ivinhema                 | 0,720            | 0,715            | 0,850            | 0,615            |
| 12                | Rio Brilhante            | 0,715            | 0,720            | 0,861            | 0,590            |
| 13                | Fátima do Sul            | 0,714            | 0,719            | 0,815            | 0,621            |
| 14                | Jardim                   | 0,712            | 0,718            | 0,845            | 0,595            |
| 15                | Alcinópolis              | 0,711            | 0,733            | 0,858            | 0,572            |
| 16                | Vicentina                | 0,711            | 0,689            | 0,835            | 0,626            |
| 17                | Bataguassu               | 0,710            | 0,698            | 0,847            | 0,606            |
| 18                | Rio Negro                | 0,709            | 0,702            | 0,869            | 0,585            |
| 19                | Jateí                    | 0,708            | 0,716            | 0,857            | 0,579            |
| 20                | Costa Rica               | 0,706            | 0,717            | 0,811            | 0,606            |
| 21                | Ladário                  | 0,704            | 0,687            | 0,822            | 0,618            |
| 22                | Camapuã                  | 0,703            | 0,715            | 0,817            | 0,596            |
| 23                | Coxim                    | 0,703            | 0,719            | 0,836            | 0,579            |
| 24                | Ponta Porã               | 0,701            | 0,708            | 0,812            | 0,598            |
| 25                | Brasilândia              | 0,701            | 0,721            | 0,837            | 0,570            |
| 26                | Corumbá                  | 0,700            | 0,701            | 0,834            | 0,586            |
| 27                | Naviraí                  | 0,700            | 0,715            | 0,803            | 0,597            |
| IDH-M médio       |                          |                  |                  |                  |                  |
| 28                | Douradina                | 0,699            | 0,706            | 0,809            | 0,597            |
| 29                | Bela Vista               | 0,698            | 0,699            | 0,830            | 0,585            |
| 30                | Aparecida do Taboado     | 0,697            | 0,717            | 0,804            | 0,588            |
| 31                | Angélica                 | 0,697            | 0,692            | 0,839            | 0,582            |
| 32                | Deodápolis               | 0,694            | 0,693            | 0,810            | 0,595            |
| 33                | Nova Alvorada do Sul     | 0,694            | 0,746            | 0,809            | 0,554            |
| 34                | Caarapó                  | 0,692            | 0,676            | 0,828            | 0,592            |
| 35                | Aquidauana               | 0,688            | 0,690            | 0,840            | 0,562            |
| 36                | Mundo Novo               | 0,686            | 0,707            | 0,808            | 0,565            |
| 37                | Sidrolândia              | 0,686            | 0,694            | 0,829            | 0,561            |
| 38                | Batayporã                | 0,684            | 0,702            | 0,814            | 0,559            |
| 39                | Eldorado                 | 0,684            | 0,674            | 0,824            | 0,577            |
| 40                | Selvíria                 | 0,682            | 0,668            | 0,825            | 0,576            |
| 41                | Bandeirantes             | 0,681            | 0,694            | 0,848            | 0,537            |
| 42                | Inocência                | 0,681            | 0,702            | 0,846            | 0,531            |
| 43                | Sonora                   | 0,681            | 0,706            | 0,803            | 0,557            |
| 44                | Guia Lopes da Laguna     | 0,675            | 0,677            | 0,826            | 0,549            |
| 45                | Rio Verde de Mato Grosso | 0,673            | 0,686            | 0,852            | 0,521            |
| 46                | Amambai                  | 0,673            | 0,683            | 0,818            | 0,546            |
| 47                | Laguna Carapã            | 0,672            | 0,676            | 0,822            | 0,545            |
| 48                | Corguinho                | 0,671            | 0,684            | 0,830            | 0,531            |
| 49                | Pedro Gomes              | 0,671            | 0,672            | 0,801            | 0,562            |
| 50                | Bonito                   | 0,670            | 0,714            | 0,831            | 0,508            |
| 51                | Anaurilândia             | 0,670            | 0,676            | 0,826            | 0,538            |
| 52                | Água Clara               | 0,670            | 0,705            | 0,823            | 0,518            |
| 53                | Porto Murtinho           | 0,666            | 0,677            | 0,830            | 0,526            |
| 54                | Bodoquena                | 0,666            | 0,665            | 0,776            | 0,573            |
| 55                | Ribas do Rio Pardo       | 0,664            | 0,681            | 0,830            | 0,519            |
| 56                | Jaraguari                | 0,664            | 0,668            | 0,827            | 0,530            |
| 57                | Anastácio                | 0,663            | 0,663            | 0,789            | 0,557            |
| 58                | Iguatemi                 | 0,662            | 0,671            | 0,817            | 0,530            |
| 59                | Figueirão                | 0,660            | 0,677            | 0,830            | 0,511            |
| 60                | Terenos                  | 0,658            | 0,651            | 0,839            | 0,521            |
| 61                | Itaporã                  | 0,654            | 0,660            | 0,809            | 0,523            |
| 62                | Rochedo                  | 0,651            | 0,676            | 0,830            | 0,491            |
| 63                | Taquarussu               | 0,651            | 0,657            | 0,769            | 0,545            |
| 64                | Novo Horizonte do Sul    | 0,649            | 0,656            | 0,798            | 0,523            |
| 65                | Caracol                  | 0,647            | 0,628            | 0,826            | 0,522            |
| 66                | Antônio João             | 0,643            | 0,633            | 0,799            | 0,526            |
| 67                | Santa Rita do Pardo      | 0,642            | 0,655            | 0,800            | 0,505            |
| 68                | Nioaque                  | 0,639            | 0,658            | 0,822            | 0,483            |
| 69                | Dois Irmãos do Buriti    | 0,639            | 0,640            | 0,773            | 0,528            |
| 70                | Aral Moreira             | 0,633            | 0,628            | 0,798            | 0,507            |
| 71                | Miranda                  | 0,632            | 0,638            | 0,782            | 0,507            |
| 72                | Juti                     | 0,623            | 0,646            | 0,770            | 0,485            |
| 73                | Itaquiraí                | 0,620            | 0,645            | 0,772            | 0,479            |
| 74                | Sete Quedas              | 0,614            | 0,660            | 0,778            | 0,450            |
| IDH-M baixo       |                          |                  |                  |                  |                  |
| 75                | Tacuru                   | 0,593            | 0,615            | 0,782            | 0,434            |
| 76                | Coronel Sapucaia         | 0,589            | 0,607            | 0,806            | 0,417            |
| 77                | Paranhos                 | 0,588            | 0,566            | 0,811            | 0,444            |
| 78                | Japorã                   | 0,526            | 0,547            | 0,791            | 0,337            |
| IDH-M muito baixo |                          |                  |                  |                  |                  |
| nenhum município  |                          |                  |                  |                  |                  |
| Sem dados         |                          |                  |                  |                  |                  |
| Paraíso das Águas |                          |                  |                  |                  |                  |